# Gladicosa bellamyi
Gladicosa bellamyi är en spindelart som först beskrevs av Willis J. Gertsch och Wallace 1937.  Gladicosa bellamyi ingår i släktet Gladicosa och familjen vargspindlar. Inga underarter finns listade i Catalogue of Life.